# Lenguas sino-austronesias
La hipótesis sino-austronesia o sino-tibeto-austronesia es la propuesta de parentesco filogenético entre varias familias lingüísticas demostradas de Asia, propuesta inicialmente por Laurent Sagart en 1990. Utilizando reconstrucciones del chino antiguo, Sagart argumentó que las lenguas austronesias podrían estar relacionadas fonológica, léxicamente y morfológicamente con las lenguas siníticas. Más tarde, Sagart amplió el parentesco a todas las lenguas sino-tibetanas. Sagart también sugirió que las lenguas tai-kadai podrían estar dentro de la macrofamilia propuesta como una rama hermana del malayo-polinesio. La propuesta ha sido rechazada en gran medida por otros lingüistas que argumentan que las similitudes entre austronesio y sino-tibetano probablemente surgieron del contacto lingüístico más que deberse a un parentesco filogenético.

## Clasificación

### Sagart (2004)
La siguiente clasificación sigue a Sagart (2004).
- Sino-austronesio (Sino-tibeto–austronesio)
  - Sino-tibetanas
    - Tibeto-birmanas
    - Siníticas

  - Austronesias
    - Luilang, pazeh, saisiat
    - Pituish
      - Lenguas atayálicas: thao, favorlang, taokas, papora, hoanya
      - Enemish
        - Siraya
        - Walu-Siwaish
          - Lenguas tsóuicas: paiwan, rukai, puyuma, amis, bunun
          - Muish
            - Formosanas noroccidentales (Kavalan, etc.)
            - Tai–Kadai (Daic o Kra–Dai)
            - Malayo-Polinesias

Sagart sugiere que las palabras monosilábicas del chino antiguo corresponden a las segundas sílabas de raíces protoaustronesias disilábicas . Sin embargo, se considera que la distinción de tipo A/B en OC, correspondiente a sílabas palatalizadas o no palatalizadas en chino medio, corresponde a una inicial sorda/sonora en PAN.
| GLOSA           | PROTO- AUSTRONESIO | Chino antiguo  |
| --------------- | ------------------ | -------------- |
| Cerebro         | *punuq             | 腦 *anuʔ > nǎo |
| sal             | *siRaH1            | 鹵 *araʔ > lǔ  |
| Setaria italica | *beCeng            | 稷 *btsək > jì |

### Starosta (2005)
Stanley Starosta (2005) expande el árbol sino-austronesio de Sagart con una rama "yangzian", que consiste en las lenguas austroasiáticas y lenguas hmong-mien, para formar un superfilo de Asia oriental.

## Críticas
Weera Ostapirat (2005) apoya el vínculo entre los austronesios y los kra-dai (Sagart se basó en los hallazgos de Ostapirat), aunque como grupos hermanos (ramas paralelas). Sin embargo, rechaza un vínculo con el sino-tibetano, señalando que los cognados aparentes rara vez se encuentran en todas las ramas del Kra-Dai, y casi ninguno está en el vocabulario central.
Los lingüistas austronesios Paul Jen-kuei Li y Robert Blust han criticado las comparaciones de Sagart basándose en coincidencias semánticas vagas, correspondencias inconsistentes y que el vocabulario básico apenas está representado. También señalan que la comparación con la segunda sílaba de raíces austronesias disílabas aumenta enormemente las probabilidades de parecido fortuito. Blust ha sido particularmente crítico con el uso del método comparativo por parte de Sagart.Laurent Sagart (2016) responde a algunas de las críticas de Blust (2009).
Alexander Vovin (1997) no acepta el sino-austronesio como una agrupación válida, sino que sugiere que algunos de los paralelos sino-austronesios propuestos por Sagart pueden de hecho deberse a un sustrato austronesio en el chino antiguo. Este punto de vista también es adoptado por George van Driem, quien sugiere que los austronesios y los siníticos habían entrado en contacto entre sí durante el cuarto y tercer milenio a. C. en la esfera de interacción de Longshan .

## Distribución
|                                           |
| Distribución de las lenguas sinotibetanas |

|                                       |
| Distribución de las lenguas tai-kadai |

|                                       |
| Dispersion de as lenguas austronesias |